# Reaction Motors
Reaction Motors war ein amerikanisches Unternehmen, das auf die Herstellung kleinerer Flüssigkeitsraketentriebwerke spezialisiert war. Die Firma wurde 1958 von Thiokol übernommen und innerhalb des Unternehmens als eigene Sparte bis 1972 fortgeführt. 1972 schloss Thiokol den Geschäftszweig RMD, der aus Reaction Motors hervorgegangen war.

## Geschichte
Die Ursprünge von Reaction Motors gehen auf die ersten Jahre der Raketenbegeisterung in den späten 1920er und frühen 1930er Jahre zurück. In den USA begann die American Interplanetary Society mit Raketen zu experimentieren. Mitglieder dieser Gruppe waren unter anderen Lovell Lawrence, George Edward Pendray, Hugh Pierce und John Shesta. Wichtige Beiträge zur Gruppe kamen von George Edward Pendray, der 1931 in Berlin gewesen war und dort Rudolf Nebels Raketentriebwerksversuchen beiwohnte. Ein Meilenstein war 1938 erreicht, als James Hart Wyld erfolgreich ein regenerativ gekühltes Flüssigkeitsraketentriebwerk testete.
1938 gründeten Lovell Lawrence, James Hart Wyld, Hugh Pierce und John Shesta die Firma Reaction Motors Incorporated (RMI), mit Lovell Lawrence als Direktor. Der Name Reaction Motors war angelehnt an die frühen Raketenvereine in der Sowjetunion MosGRID und LenGRID, wobei GRID für „Group for the Study of Reaction Motors“ stand.
1942 erhielt RMI einen ersten Auftrag der United States Navy für die Entwicklung von kleinen Raketenmotoren, die Flugzeuge beim Start unterstützen sollten, genannt Jet Assisted Take Off (JATO) oder Rocket Assisted Take Off (RATO). Die Navy entschied sich allerdings für Feststoffraketentriebwerke von Aerojet, anstatt für die Flüssigkeitstriebwerke von RMI. In der Nachkriegszeit erhielt RMI zahlreiche Aufträge für Entwicklung und Herstellung von Raketentriebwerken. Nachdem RMI 1958 von Thiokol übernommen worden war, bestand die Firma weiter als der Geschäftsbereich Thiokol Reaction Motors Division (RMD). Allerdings schloss Thiokol diese Sparte 1972.

## Produkte
Das wichtigste Produkt für RMI waren Flüssigkeitsraketentriebwerke, die drosselbar waren und während des Flugs neu gestartet werden konnten. Diese Eigenschaften waren besonders relevant für experimentelle Raketenflugzeuge wie das Bell X-1, Douglas D-558-II Skyrocket und North American X-15, für die RMI die Triebwerke lieferte. RMI produzierte auch die Verniertriebwerke für die Schubvektorsteuerung zahlreicher Raumfahrzeuge. Auch die Surveyor-Mondsonden besaßen regelbare Flüssigkeitsraketentriebwerke von RMI.